# Miguel Cardona
Miguel Angel Cardona (* 11. července 1975 Meriden, Connecticut) je americký pedagog a politik, člen Demokratické strany. V letech 2021–2025 zastával úřad ministra školství Spojených států amerických ve vládě Joea Bidena. Před vládním angažmá působil mezi roky 2019–2021 jako školský komisař Connecticutu, ve funkci odpovídající ministru školství daného unijního státu, kdy byl členem connecticutské exekutivy. Na federální ministerské pozici pak nahradil republikánku Betsy DeVosovou, která do ledna téhož roku sloužila v Trumpově vládě.
Pedagogickou kariéru zahájil jako učitel čtvrtého ročníku na základní škole Israele Putnama v rodném Meridenu. V roce 2003, kdy mu bylo 28 let, začal řídit meridenskou základní školu Hanover, čímž se stal nejmladším ředitelem v Connecticutu. Roku 2013 byl jmenován oblastním školským administrátorem. V meridenské oblasti hodnotil kvalitu výuky. O dva roky později postoupil do funkce zástupce inspektora pro vyučování a vzdělání. Školským komisařem Connecticutu se stal v roce 2019, kdy jej guvernér Ned Lamont jmenoval do tohoto exekutivního úřadu jako prvního Latinoameričana. V průběhu koronavirové pandemie se zasazoval o znovuotevření škol.

## Mládí a vzdělání
Narodil se roku 1975 ve více než 50tisícovém Meridenu, městě ležícím v centru unijního státu Connecticut, do rodiny portorických přistěhovalců. Rodným jazykem se pro něj stala španělština, když vyrůstal v hispánské komunitě. Plynnou angličtinu si osvojil až po nástupu do mateřské školy, kde vzrostla intenzita jeho kontaktů s rodilými mluvčími angličtiny. Pochází ze sociálně slabé rodiny, která se zapojila do meridenského programu sociálního bydlení. Na střední škole H.C. Wilcox Technical High School byl členem automobilního studijního programu.
Bakalářský stupeň vysokoškolského studia absolvoval v roce 1997 na Státní univerzitě ve středním Connecticutu (BS). Magisterským studiem pokračoval v rámci bilingválního a bikulturálního vzdělávání na Connecticutské univerzitě, kde promoval v roce 2001 (MS). O tři roky později dokončil na téže instituci program školského specialisty (Ed.S.) a v roce 2011 završil doktorské studium ziskem titulu „Doctor of Education“ (Ed.D.).

## Ministr školství
Po listopadovém vítězství Joea Bidena v amerických prezidentských volbách 2020 se v prosinci Cardona objevil mezi kandidáty na pozici ministra školství. Biden jej nakonec 22. prosince upřednostnil před vůdkyněmi odborových organizací, prezidentkou Národní školské asociace (NEA) Lily Eskelsenovou Garcíaovou a prezidentkou Americké federace učitelů (AFT) Randi Weingartenovou. Zvolený prezident se tím „zdá se vyhnul jakékoli rivalitě mezi sesterskými organizacemi NEA a AFT“.
Bidena na Cordonu upozornila emeritní profesorka na Stanfordu Linda Darlingová-Hammondová, pracující jako členka jeho tranzitního týmu pro předání moci. Tuto pozici již vykonávala pro zvoleného prezidenta Baracka Obamu v roce 2008. S Cardonou ji spojovala zkušenost z řady dřívějších projektů. Zpravodajský web Politico poznamenal, že „především hispánští zákonodárci zdůrazňují potřebu vstupu Latinoameričanů do administrativy“.
Po odeslání nominační listiny do Senátu se v horní komoře 3. února 2021 Cardona zúčastnil slyšení před výborem pro zdravotnictví, vzdělání, práci a důchody, který 11. února vydal doporučující stanovisko poměrem 17 : 5. Na plénu Senátu byla 1. března 2021 nominace potvrzena senátorskými hlasy v poměru 64 : 33. Pro hlasovalo všech 48 demokratů, 2 nezávislí a 14 z 33 republikánů, další 3 republikáni nehlasovali. Úřadu se ujal následujícího dne složením přísahy do rukou viceprezidentky Kamaly Harrisové.

## Soukromý život
V roce 2002 se oženil se sociální školskou pracovnicí Marissou Pérezovou, která v roce 2001 vyhrála soutěž krásy Miss Connecticut. Do manželství se narodily dvě děti.